# Obrowo (gemeente)
De gemeente Obrowo is een landgemeente in het Poolse woiwodschap Koejavië-Pommeren, in powiat Toruński.
De zetel van de gemeente is in Obrowo.
Op 30 juni 2004 telde de gemeente 9391 inwoners.

## Oppervlakte gegevens
In 2002 bedroeg de totale oppervlakte van gemeente Obrowo 161,97 km², waarvan:
- agrarisch gebied: 55%
- bossen: 37%

De gemeente beslaat 13,17% van de totale oppervlakte van de powiat.

## Demografie
Stand op 30 juni 2004:
| Omschrijving                   | Totaal | Totaal | Vrouwen | Vrouwen | Mannen | Mannen |
| ------------------------------ | ------ | ------ | ------- | ------- | ------ | ------ |
| eenheid                        | aantal | %      | aantal  | %       | aantal | %      |
| inwoners                       | 9391   | 100    | 4721    | 50,3    | 4670   | 49,7   |
| bevolkingsdichtheid (inw./km²) | 58     | 58     | 29,1    | 29,1    | 28,8   | 28,8   |

In 2002 bedroeg het gemiddelde inkomen per inwoner 1280,33 zł.

## Plaatsen
Brzozówka, Dobrzejewice, Dzikowo, Głogowo, Kawęczyn, Kazimierzewo, Kuźniki, Łążyn, Łążynek, Łęk-Osiek, Obory, Obrowo, Osiek, Sąsieczno, Silno, Skrzypkowo, Smogorzewiec, Stajenczynki, Szembekowo, Zawały, Zębowo, Zębówiec.

## Aangrenzende gemeenten
Aleksandrów Kujawski, Ciechocin, Ciechocinek, Czernikowo, Lubicz, Wielka Nieszawka